# دوس (نبراسکا)
دوس(به انگلیسی: Deweese) شهری در ایالت نبراسکا کشور ایالات متحده آمریکا است که جمعیت آن در سرشماری سال ۲۰۱۰ میلادی، ۶۷ نفر بوده‌است.